# Пампа
Па́мпа, или пампа́сы (исп. Pampa, мн. ч. Pampas), — природный регион Южной Америки, степь на юго-востоке континента, преимущественно в субтропическом поясе, между 29° и 39° южной широты в районе устья Ла-Плата.

## География

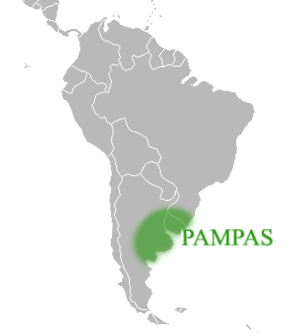

Энциклопедические издания ограничивают понятие «пампа» территорией Аргентины (провинции Буэнос-Айрес, Ла-Пампа, Кордова, Сан-Луис и Санта-Фе), хотя к северу от границы, в Уругвае и Бразилии, также расположены степные регионы. Совокупность этих регионов и аргентинской пампы называют степями Ла-Платы (англ. Rio de La Plata grasslands). На севере пампа ограничена рекой Рио-Саладо, на юге рекой Рио-Колорадо, на западе горным регионом Пампинские Сьерры, на востоке Атлантическим океаном. К северу простирается саванна Гран-Чако.
Рельеф пампы достаточно однообразен, основная форма ландшафта — плоские низменные равнины со слабым дренажем, сложенные аккумулятивными лёссовыми породами. Часты просадочные западины и бессточные озёра, в том числе Мар-Чикита, Венадо, Альсина. На северо-востоке рельеф холмистый, эрозионный, на западе высоты достигают 500—600 м, часто встречаются эоловые формы рельефа и сухие озёра (плаи). На юго-востоке располагаются останцовые возвышенности и низкогорья: Сьерра-дель-Тандиль (до 446 м), Сьерра-де-Кура-Малаль (до 1025 м), Сьерра-де-да-Вентана (до 1239 м). На юго-западе (провинция Сан-Луис) влажность повышается, часты пруды, а на северо-востоке провинции Буэнос-Айрес — заболоченные низменности. Речная сеть развита слабо, в западной части поверхностные воды почти отсутствуют, на остальной территории многие реки впадают в бессточные озёра или исчезают в болотах и западинах, и лишь небольшая часть изливается в океан. Крупнейшие реки пампы — Парана и её притоки Каркаранья и Рио-Саладо. На востоке региона сооружена развитая сеть мелиоративных каналов.

### Климат
Климат субтропический, тёплый и равномерно-влажный на востоке, по мере движения на запад становится более континентальным и аридным. Годовая норма осадков варьирует от 1600 до 400 мм в год. Часты засухи.
Часты сильные южные ветры-памперо, в результате которых летом резко понижаются суточные температуры, а зимой ненадолго выпадает снег.

## Экология
Пампа образует два экорегиона — влажную пампу на востоке и сухую пампу на западе, для которой характерны менее плодородные почвы и засушливый климат. На востоке среди почв преобладают чернозёмовидные плодородные брунизёмы, на слабо дренированных участках сформировались тёмные слитозёмы. В западной части региона почвы маломощные, представлены песчаными серо-бурыми почвами и серозёмами, многочисленны солонцы и солончаки. Высокие показатели эвапотранспирации в пампе приводят к тому, что её растительность более сухая, чем можно было бы предположить исходя из годового объёма осадков; в наиболее сухих частях региона дефицит осадков достигает 700 мм в год.
Деревья в пампе отсутствуют, за исключением хорошо дренируемых зон и мест, где высокий уровень грунтовых вод сочетается с подходящими почвами. Небольшие лесопосадки состоят в основном из интродуцированных пород (эвкалипт, казуарина, ясень, тополь). Естественный растительный покров пампы насчитывает около 1000 видов сосудистых растений, в том числе около 190 видов местных трав. Широко представлены такие роды, как бородач бородачевник, гречка, просо, аксонопус. Самый распространённый вид трав в целом на территории пампы — Andropogon lateralis, на отдельных участках господствуют Sorghastrum agrostoides, Paspalum quadrifarium и Paspalum intermedium. Среди кустарниковой растительности выделяется прозопис, на западе также акация и харилья. С лесами Бразильского нагорья пампа связана переходным типом растительности, близким к лесостепи, где травы сочетаются с зарослями вечнозелёных кустарников.
Под названием «пампасы» известен в целом тип первичной травяной растительности равнин юго-востока Южной Америки (в Аргентине и Уругвае), близкий к растительности прерий.
Исторически пампа была местом обитания многочисленных видов фауны, включая 22 вида земноводных и более 390 видов птиц. В число заметных местных видов входили обыкновенный нанду, пампасный олень, ягуар, гривистый волк, гуанако, броненосцы, большим разнообразием отличались грызуны. Однако в результате освоения этих земель человеком (см. Освоение человеком) животный мир заметно обеднел. Достаточно распространены мелкие млекопитающие — равнинная вискача, морская свинка, южный опоссум, из крупных птиц — нанду. Ягуары полностью исчезли из пампы, пампасный олень в Аргентине также находится под угрозой полного исчезновения.
В пампе, несмотря на сложную экологическую обстановку, лишь незначительную часть земель занимают охраняемые природные территории. Небольшие природоохранные зоны распределены по долине Параны и вдоль побережья Атлантического океана. В пампе расположены водно-болотные угодья международного значения — озёра Мар-Чикита с его большими популяциями египетской и белой американской цапель и других водоплавающих птиц и Мелинкуэ, место зимовки андских фламинго.

## Освоение человеком

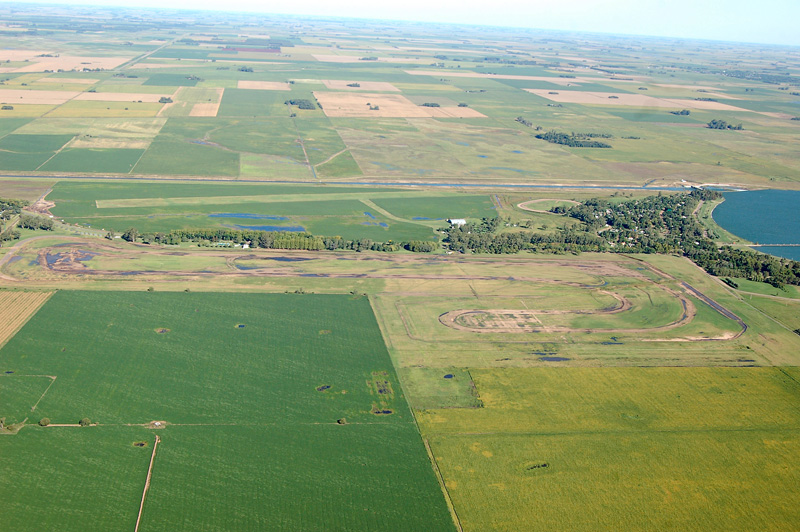
Вид на пампу с воздуха

Земли пампы представляют собой одни из лучших пастбищ в мире. Интенсивный выпас одомашненного скота и распашка земель под культурные посадки значительно изменили её экосистему. Девственных земель в пампе практически не осталось, из исторического сплошного «травяного моря» сохранилось только несколько изолированных небольших участков (в частности, на неиспользуемых полосах земли вдоль железных дорог). Человеческая деятельность привела к тому, что пампа считается одним из наиболее угрожаемых местообитаний в мире.
Основная часть распаханных под посадки земель сосредоточена в восточной части пампы, где выращиваются зерновые злаки (в том числе кукуруза), соя, подсолнечник, тогда как западные земли используются преимущественно для выпаса овец и крупного рогатого скота.
В XVII веке в пампе сформировался особый тип местного населения: пастухи-гаучо (потомки от смешанных браков европейцев с индейцами, со значительным преобладанием индейской крови).
В XXI веке пампа довольно плотно заселена: здесь сосредоточено почти ¾ населения Аргентины. В пампе расположены крупнейшие города Аргентины, в том числе Буэнос-Айрес и Мар-дель-Плата.